# الظاهر غازي
الملك الظاهر غياث الدين غازي بن الناصر صلاح الدين يوسف (1172 - 8 أكتوبر 1216) والي ثم حاكم حلب من عام 1186 (581 هـ) حتى وفاته في عام 1216 (613 هـ). وهو الابن الثالث للملك الناصر صلاح الدين يوسف بن نجم الدين أيوب، الذي أمّره على شمال سوريا وجزء صغير من بلاد ما بين النهرين.
في عام 1186، عينه والده وهو في سن الخامسة عشر واليًا على حلب وبعض أراضي الموصل التي استولى عليها مؤخرا من الزنكيين، وفي الوقت نفسه عيّن أخواه الأفضل بن صلاح الدين واليًا على دمشق والعزيز بن صلاح الدين واليًا على مصر. كانت الأراضي التي أقطعها صلاح الدين للظاهر غازي تحت سيطرة عمه، شقيق صلاح الدين العادل، الذي اهتم بالظاهر. وبعد وفاته أبوه في عام 1193، استقل بحلب.
في عام 1193، أمام تمرد الزنكيين بقيادة عز الدين مسعود في الموصل، طلب الظاهر غازي المساعدة من عمه، والتي قمعت سريعًا. وفي عام 1194، تنازل له أخوه الأفضل عن اللاذقية كجزء معاهدة بينهما. وبحلول عام 1196، خسر الأفضل دعم عمه العادل، وشقيقيه العزيز والظاهر لسوء إدارته، لذا اتفقوا على عزله ونفيه. في أكتوبر 1197، بسقوط ميناء بيروت في يد عموري دي لوزينيان، وتهديد بوهمند الثالث أمير أنطاكية لمينائي اللاذقية وجبلة، دمر الظاهر المينائين. ومع استيلاء بوهمند عليهما وجدهما مدمران، فانسحب سريعًا، فعاد إليهما الظاهر غازي، وأعاد بناء القلعة في اللاذقية.
بكونه حاكم حلب، احتفظ الظاهر بالعديد من مستشاري والده، فعيّن بهاء الدين بن شداد قاضيًا لحلب. كما استخدم شهاب الدين يحيى السهروردي، لكنه اضطر إلى سجنه في عام 1191 بسبب مطالب العلماء لآرائه الفلسفية التي اتهمت بالزندقة.
عندما توفي العزيز في مصر عام 1198، وخلفه ابنه الملك المنصور محمد وهو طفل في الثانية عشرة، استدعى وزراء العزيز القلقين من طموحات العادل أبي بكر، الملك الأفضل من المنفى ليكون وصيًا على ملك ابن أخيه. في بداية العام التالي، في الوقت الذي كان فيه العادل يقمع تمرد الأرتقيين في الشمال. تحالف الأفضل والظاهر ومعظم الأمراء الأيوبيين الأخرى، لمحاصرة دمشق. وبعد شهور من الحصار، انسحب الظاهر كغيره من الأمراء الأيوبيين بقواته. وبعد أن غزا العادل مصر، عاد وقلص أراضي الظاهر في محيط مدينة حلب، مما اضطره إلى الاعتراف الشامل بسلطان العادل. خلال العقد الأخير من حياته، اشتبك في مناوشات عدة مع الصليبيين. وفي عام 1206، هزم ليو الأول ملك أرمينيا قوات الظاهر في معركة أمق، لكنه لم يتمكن التقدم نحو حلب.
وقبل وفاته في عام 1216، أوصى لابنه الملك العزيز محمد ذي الثلاث أعوام لخلافته.